# Dvokotnik
Dvókótnik (grško digon) je v geometriji neravninski lik z dvema stranicama in dvema ogliščema. Dvokotnik je izrojeni mnogokotnik in mora biti pravilen, ker sta dolžini stranic enaki, oziroma skladni. Njegov Schläflijev simbol je {2}.
V evklidski geometriji je dvokotnik vedno izrojen, saj njegovi stranici sovpadata, in odgovarja daljici. V sferni geometriji lahko obstaja neizrojeni dvokotnik (z od nič različno notranjostjo), če sta oglišči nasprotni točki. Notranji kot krogelnega dvokotnika je lahko poljubni kot med 0 in {\displaystyle \pi \,}. Takšen sferni mnogokotnik (sferni dvokotnik) se lahko imenuje tudi luna ali polmesec.

## Ploščina
Ploščina dvokotnika je:
{\displaystyle p=2R^{2}\alpha \!\,,}
kjer je R polmer sfere in {\displaystyle \alpha \,} notranji kot dvokotnika.